# Cipriano Llorente
Cipriano Llorente va néixer a Valladolid el 16 de setembre de 1835. Va ser compositor i violinista durant el segle xix.

## Biografia
És el músic vallisoletà més representatiu i popular de la segona meitat del s. XIX. A l'edat de 24 anys, el 13 de desembre de 1859, va estrenar un poema commemoratiu, sobre lletra de Benigne Linares, de la victòria aconseguida al Marroc pel segon cos de l'exèrcit al comandament del general Zavala. En la mateixa funció patriòtica es va interpretar Himne, amb lletra de Tournell i música del compositor i excel·lent pianista Miguel Mir, que va estar molt lligat a la vida musical val·lisoletana del s. XIX. Cipriano Llorente va estrenar dos himnes patriòtics, gènere de moda llavors, titulats El rito de venjança i Cant de victòria. El 1863 es va traslladar a Madrid com a concertista i per estrenar diverses de les seves composicions. Acudeixen a aquestes primeres audicions destacades figures de la cultura, com Amador dels Ríos, Castelar i Canalejas. A l'obra Cantigas, que va dedicar al professor de la Universitat Central Francisco de Paula Canalejas, va posar-hi. música a cantigues de Macías, el marquès de Santillana, Ferrat, Manuel de Landó i altres poetes castellans del s. XV. El juliol de 1963 va tornar a Valladolid després d'una important etapa en què va aconseguir l'edició madrilenya de les primeres obres i potser els últims consells del seu jove mestre Jesús de Monestir sobre tècnica violinística o sobre com desenvolupar la música de cambra i la simfònica a nivell filharmònic..
El juliol del 1864 la Banda de Música del Regiment Almansa, dirigida per Rafael Serichol, va estrenar al Camp Gran de Valladolid la masurka de Llorente Les ribes del Besaya, obra dedicada a la seva esposa María Asunción Silió, que el compositor publicarà, d'acord per piano sol, a través del popular editor Antonio Romero i Andía. El 1865 la mateixa banda el va estrenar La cita a la vall i Dansa. Al començament de 1867 va compondre la seva primera obra religiosa: un Miserere. Sembla ser el primer intent d'abordar una obra de certa envergadura; un tipus dobra que exigeix un tractament tècnic elevat. Al mes d'abril va tenir lloc l'estrena a l'església dels Mostenses, amb un èxit notable, destacant en la interpretació el baríton Rezola. Al cap de pocs dies es va repetir la interpretació i també l'any següent al mateix temple sota la direcció de l'autor, que en aquella ocasió va disposar d'un magnífic cor format per estudiants bascos, l'Orfeó Vascongado. Els cors bascos van tenir a Valladolid una gran acollida durant tot el s. XIX i part de la primera cambra del s. XX, per això l'Orfeó Vascongado es va constituir formalment com a tal el gener de 1868 al saló de cors del Teatre Calderón, sent el seu president i director Cipriano Llorente. Va compondre un bon nombre d'obres per a aquest orfeó. Té el projecte de cantar a més a més en vascuence, alemany i italià, actuant durant anys i estrenant obres molt diverses, entre elles la Missa de Rossini, l'Aria di Chiesa de Stradella, Les set paraules de Haydn, l'obertura de Zampa d'Hérold, El Tyrol de Thomas i altres. Poc més endavant va constituir una societat de quartets sobre la base de la seva orquestra de concerts, amb la qual va acompanyar destacats solistes en una activitat concertística que durarà tot el s. XIX, i que la seva professió de farmacèutic no minvarà gens ni mica. Va formar part del jurat del Certamen d'Orquestres, Bandes, Xaranges i Orfeons celebrat el 1887 al Teatre Calderón de Valladolid juntament amb un altre il·lustre músic val·lisoletà, Hilario Prádanos. El 1898 va estrenar a la parròquia de Santiago Apòstol, amb un cor d'universitaris bascos sota la direcció del mestre José Zangróniz, diverses obres religioses: Himne a Sant Josep, Tantum ergo, Sant Déu i Nocturn religiós, Llorente va ser nomenat president honorari del cor de bascos. El 1904 va estrenar al Teatre Lope de Vega la sarsuela La mina. Va formar part de la secció de música de la Reial Acadèmia de Belles Arts de la Puríssima Concepció, de Valladolid, de la qual formaven part llavors dos músics eminents: Vicente Goicoechea i Jacinto Ruiz Manzanares, que acabarà els seus dies de catedràtic de Composició en el Conservatori de València. Cipriano Llorente va deixar alguns deixebles brillants, com el MC de Ciudad Real i de l'església prioral de les Ordres Militars Nicolá Fernández Arias.